# Lagoa de Santa Marta
A Lagoa de Santa Marta está localizada no município de Laguna, próxima ao farol de Santa Marta, no estado brasileiro de Santa Catarina. Destaca-se especialmente na produção de camarão, entretanto também produz ampla variedade de peixes, especialmente a tainhota, corvina e tilápia. 